# Cohors V Callaecorum Lucensium

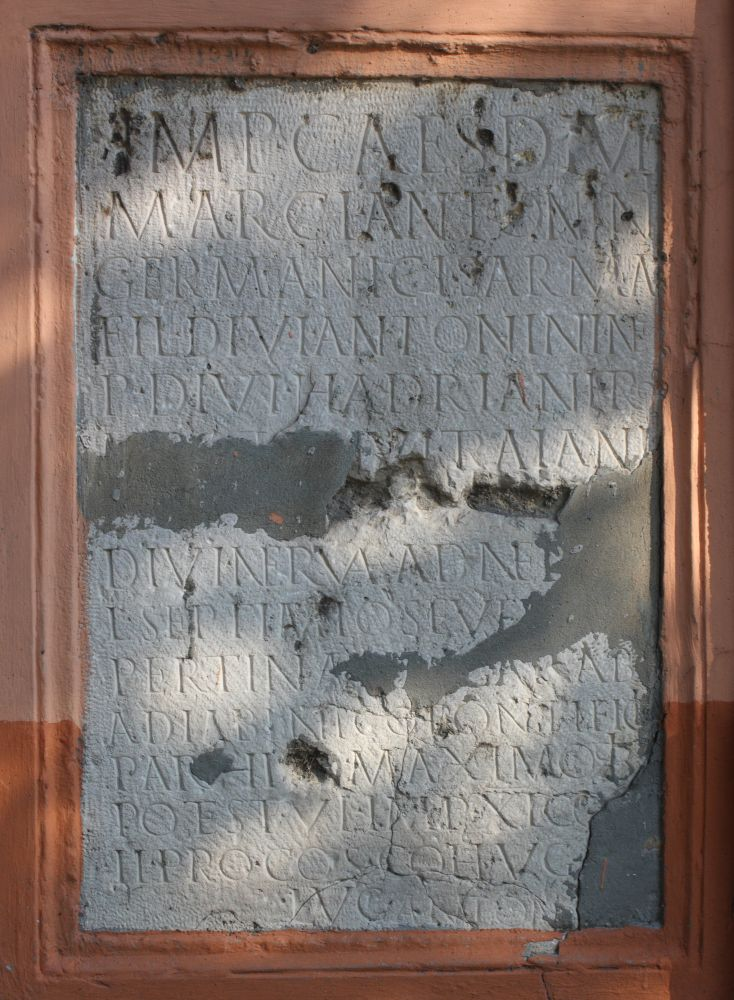
Kőtábla Crumerum-ból

A Cohors V Callaecorum Lucensium római auxilia azaz provinciában állomásozó katonai alakulat volt. Eredetileg gallaecusokból alakították Ibéria déli részén. Az egység az I-III. században Pannóniában állomásozott, az I. században Gerulata (Pozsony - Oroszvár), a II-III. században Crumerum (Nyergesújfalu) castrumban.
Crumerumban előkerült egy feliratos bázis, feltehetően egy császárszoboré amelyet szövege szerint 198-ban az V. Callaecorum et Lucensium Antoniniana cohors állíttatott Septimius Severus császár tiszteletére, a barbárokon - 195-200. között lefolyt harcokat követő - győzelem emlékére. A plébánia falában látható tábla szövege a következő:

„ A legfőbb hadvezérnek, az isteni Marcus Antonius, a germánok és szarmaták legyőzője fiának, az isteni Hadriánus dédunokájának, az isteni, a parthus győző Traianus ükunokájának, Lucius Septimus Severus Pertinax császárnak, az arabok és adiabeticus-beliek legyőzőjének, a legfőbb papnak a parthusok hatalmas legyőzőjének, a hatodszori néptribunnak, a tizenegyedszer győztes hadvezérnek, a másodszori consulnak, a proconsulnak állította a Callaecorum és Lucensium Antoniniana nevét viselő ötödik cohors.”